# Jorge Amado
Jorge Leal Amado de Faria (Itabuna, Bahia, 1912. augusztus 10. – Salvador da Bahia, 2001. augusztus 6.) brazil író, újságíró, politikai aktivista. Az egyik legolvasottabb, portugál nyelven alkotó brazil író, a modernista irodalom jeles képviselője. Termékeny szerző, műveit mintegy 50 nyelvre fordították le. Költői hangulatú, folklorisztikus elemekkel átszőtt műveiben szülőföldjének színes, egzotikus világát mutatta be, megelőlegezve a latin-amerikai mágikus realizmust. Műveiben az erotika is megjelenik, kalandos figurái, matrózkocsmái, szépasszonyai és kalandorai szerepeltetése a magyar olvasóban Rejtő Jenő regényeit idézheti föl. Írásai rendre művészeti és politikai botrányt kavartak: a háború előtt Amado pornográf írónak és forradalmárnak számított.

## Életpályája

### Család, gyermekkor
Kelet-Brazíliában született legidősebbként 4 fiú közül, Itabuna városában (Bahia szövetségi állam). Apja katonatiszt és kakaóültetvényes, európai felmenőkkel. A család Jorge 1 éves korában a közeli tengerparti kikötővárosba, Ilhéusba költözött, itt töltötte egész gyermekkorát. Ha nem is kiváltságos helyzetű a család (a kakaóültetvény szerény megélhetést biztosít), annyi előnyük van, hogy fehér bőrűek – a későbbiekben Amado számos hőse fekete bőrű, számkivetett. A városi forgatagban szerzett élményei, az itt felbukkanó figurák későbbi műveiben is visszaköszönnek: nincstelenek, ügyeskedők, csavargók, kalandorok, tengerészek, tüntetők, négerek, prostituáltak stb. (Alig egy éves volt, amikor apját is meglőtték egy rajtaütésben, ezek után költöztek el a birtokról.)    
Az olvasással édesanyja révén, újságokból ismerkedett meg. 6 évesen a helyi iskolában kezdett tanulni, 11 évesen Salvador (Bahia állam fővárosa) jezsuita kollégiumába iratkozott, itt kapott rá az irodalomra (európai klasszikusok: Scott, Dickens, Swift stb.). 1924-ben, 12 évesen megszökött az iskolából és gyalog nekivágott, hogy meglátogassa nagyapját a szomszédos Sergipe államban (mintegy 300 km-nyire). A 2 hónapig tartó kalandos út életre szóló élménnyé vált.   
Végül a salvadori Ipiranga gimnáziumban érettségizett, ahol iskolai lapot szerkesztett. Tizenévesen kezd újságíróként dolgozni: bulvártémákban utazik, bűnügyi beszámolókat ír.  

### Ifjúkor (1930–1944)
1931-ben Rio de Janeiroban (ekkoriban a főváros) beiratkozik a jogi karra, 1935-ben lediplomázik, de sosem lesz gyakorló jogász. Elmerül a nagyvárosi bohém életben, miközben egyre jobban érdeklik a társadalmi igazságtalanságok, baloldali elkötelezettsége mind nyilvánvalóbb. 1932-ben lesz a brazil kommunista párt tagja, először 1936-ban tartóztatták le, 1937-ben könyveit a rendőrség udvarán égették. Ekkoriban, Getúlio Vargas elnöksége alatt (1930–1945) egyre fokozódott a társadalmi feszültség, a hatalomgyakorlás végül nyílt diktatúrába torkollott.  
1928-ban barátaival megalapítja az Academia dos Rebeldes (Lázadók Akadémiája) írócsoportot. Céljuk egyfajta "modern, de nem modernista művészet", realizmus és a társadalmi egyenlőtlenségek kritikája jellemzi őket. A csoport vezetője Pinheiro Viegas költő és újságíró.  
A Brazíliát is nagymértékben sújtó gazdasági világválság idején kezd publikálni. 19 éves korában jelent meg első könyve: O País do Carnaval (Karneválország, 1931), az 1933-as Kakaó révén válik ismertté, a világhírt utóbb az 1935-ös Zsubiabá hozza el. Fiatalkori műveire jellemző az erős társadalomkritikai elköteleződés. 
1933-ban feleségül veszi Matilde Garcia Rosat, lányuk 1935-ben születik meg, de 14 éves korában meghal. Az 1930-as évek közepén hosszabb körutat tesz Latin-Amerikában és Brazíliában, ismerkedik a hatalmas országgal (a világ ötödik legnagyobb állama, Dél-Amerika területének mintegy felét teszi ki), valamint az USA-ba is ellátogat. A nagy utazás írói lenyomata 1937-ben Capitães da Areia (A homok kapitányai) című regénye (magyarul A kikötő rémei címen jelent meg).  
1938-ban Sao Paoloba költözik. 1941-42-ben száműzetésben él Argentínában és Uruguayban, hazatérve ismét letartóztatják, házi őrizetbe kerül. Az ok: Luis Carlos Prestesről (a kortárs brazil kommunista mozgalom vezére) írott és azonnal betiltott könyve: Vida de Luis Carlos Prestes or O Cavaleiro da Esperança (A reménység lovagja). 1943-44-ben az O Imparcial lap rovatvezetője (Hora de Guerra – Háborús idők) Salvadorban. 1944-ben elválik feleségétől.

### A világháború után, Európában (1945–1948)
1945-ben São Paulóban, az első brazil írókongresszuson ismeri meg élete nagy szerelmét: Zélia Gattai (1916–2008) gyermekíró, fotográfus. A pár első gyermeke, João Jorge 1947-ben születik, Paloma lányuk 1951-ben (hivatalosan csak 1978-ban házasodtak össze, nagyszülő korukban).    
1945-ben a Nemzeti Kongresszus képviselőjévé választják, kommunista színekben, valamint az írószövetség alelnöki posztját is betölti. Számos jogszabály létrehozásában vesz részt, legfontosabb a szabad vallásgyakorlásról szóló törvény. 1948-ban a kommunista pártot feloszlatják, ekkor önkéntes európai száműzetésbe vonul. 2 évre Párizsba költözik, Sartre és Picasso baráti köréhez tartozik.     
1950-ben politikai okok miatt kiutasítják Franciaországból, ekkor 1951–52-ben Prágában (Csehszlovákia) telepszik le. Az írói munka háttérbe szorul, beutazza a kelet-európai szocialista államokat, eljut Kínába és Mongóliába, 1951-ben pedig a Szovjetunióba is (ahol átveszi a Sztálin-békedíjat). Ekkoriban írja "legvonalasabb", életművének legkevésbé értékes darabjait, a szocialista realizmus elvárásai szerint.

### Ismét Brazíliában (1952–2001)
1952-ben hazatér Brazíliába, és ismét az írói munka kerül előtérbe, 2-3 évente jelennek meg kötetei. Egyre kevésbé politizál, a történetmesélésre koncentrál, műveiben a humor is egyre nagyobb szerepet kap. 1956-ban (Hruscsovnak a 20. szovjet pártkongresszuson elmondott, a desztalinizációt meghirdető beszéde nyomán) kilép a brazil kommunista pártból.    
1956-58 között a Para Todos hetilap szerkesztője Rio de Janeiroban. 1961-től a Brazil Irodalmi Akadémia tagja. 1967-ben fölmerül, hogy indítják az írói Nobel-díjért folytatott versenyen, de nem támogatja saját nevezését. Portugál nyelven ír, és (a Salazar-rendszert nyögő) Portugáliát kivéve egész Európában népszerű író. Magyarországon mintegy 15 könyve jelent meg, számos kiadásban.
Bár magát materialistának tartotta, részt vállalt a candomblé és umbanda afrobrazil szinkretista, törzsi hiedelmek emlékét hordozó helyi vallások gyakorlóinak körében. Még tiszteletbeli elöljárói címmel is felruházták a vallási rituálék vezetői. Az egykor Afrikából behurcolt rabszolgák kultuszainak maradványai keresztény liturgikus elemekkel keveredtek. Mágia és rontás, varázslók és médiumok, gyógyítás ráolvasással, démonűzés, ősök szellemének megidézése, dobos-zenés révülések stb. mozzanataival gyermekkorától kezdve kapcsolatba került, s így műveiben is rendre felbukkannak.
Az 1960-as évektől kezdve számos művét megfilmesítették (utóbb a "brazil telenovellákat" is beleértve...). A filmjogokból származó bevételből 1963-ban házat épít Rio Vermelho-ban (Salvador óceánparti kerülete), mely afféle kulturális központtá nőtte ki magát, értelmiségiek és művészek találkozóhelye, de a rajongók előtt is nyitva állt. Itt helyezte el tekintélyes népművészeti gyűjteményét.
Baráti köréhez tartozott Federico Fellini, Alberto Morvia, Yves Montand, Jorge Semprún, Pablo Picasso, Oscar Niemeyer, Vinicius de Moraes, Jean-Paul Sartre, Simone de Beauvoir.
1987-ben létrejön az írói hagyaték megőrzésére és kutatására hivatott Foundation Casa de Jorge Amado alapítvány. Napjainkban kulturális rendezvényhelyszínként és kiállítóhelyként is működik az intézmény (Salvador, Largo do Pelourinho városrész).

### Az utolsó évek, halála
Az immáron legismertebb brazil író, világhírű művész 1983-tól kezdve az év felét Párizsban tölti feleségével. A Marais-béli (belvárosi) lakása afféle írói menedék, itt kevésbé van szem előtt, mint Brazíliában.
1994-ben megkapja a rangos Camões-díjat, mellyel a portugál nyelv kiemelkedő szerzőit jutalmazzák. A Brazília és Portugália által közösen adományozott elismerés a legmagasabb szintű portugál irodalmi díj (összege 100 ezer Euró).
1996-ban Párizsban tüdőödéma lépett föl szervezetében. Brazíliába visszatérve lábadozik, ám egészsége egyre romlik, részleges vakság lép fel, miáltal nem tud írni, depresszióba süllyed.
80 éves korában jelent meg laza önéletrajzi feljegyzéseinek füzére: Navegação de Cabotagem (1992). Az alcíme szerint Feljegyzések egy memoárhoz, melyet soha nem fogok megírni gyermekkora kivételével egész életét számba veszi, időben és tematikusan is ide-oda ugrálva. Az önvizsgálat során családja, barátai, politikai tevékenysége, írói munkamódszere éppúgy terítékre kerül, mint alkoholista kilengései, száműzetésének és utazásaink élményei, találkozásai más írókkal, politikusokkal. 
Az 1990-es években lánya, Paloma és építész férje (Pedro Costa) felügyeletével megindul a terjedelmes Amado-életmű javított kiadása. Céljuk a szövegromlások kiküszöbölése, az autentikus textus közreadása, lévén az akkor már több mint 60 éve publikáló író közreadott műveibe az évtizedek során sok hiba csúszott. (Lánya szerint volt olyan regény, amelyben kétezernél is több javítást kellett eszközölni.)
Utolsó nagyobb szabású műve 1994-ben jelent meg Brazíliában. Az A Descoberta da América pelos Turcos (A törökök fedezték fel Amerikát) című regény megírására egy olasz szervezet kérte föl 1991-ben, Amerika 1492-es fölfedezésének 500 éves évfordulója apropóján. Az eredetileg társszerzős (Norman Mailer és Carlos Fuentes) olasz kötet kútba esett, így önálló munkaként adta közre. (Felesége az utószóban leírja, miképp mentette meg a kéziratot. A kiindulásul szolgáló szöveg egy korábbi művének kimaradt fejezete volt, amelyet szó szerint a kukából kellett kihalászni...)
2001-ben, 89 éves korában halt meg szívrohamban Salvador városában. Végakarata szerint hamvait háza kertjében – ahol szívesen üldögélt feleségével a fehér padon –, egy mangófa gyökereinél szórták szét. ("Hogy segítsem a növekedését...") Idővel felesége is itt kapta meg a végtisztességet.

## Fontosabb művei
- O País do Carnaval (1931)
- Cacau (1933)
- Suor (1934)
- Jubiabá (1935)
- Mar Morto (1936)
- Capitães da Areia (1937)
- ABC de Castro Alves (1941)
- Vida de Luis Carlos Prestes or O Cavaleiro da Esperança (1942)
- Terras do Sem Fim (1943)
- São Jorge dos Ilhéus (1944)
- Bahia de Todos-os-santos (1945)
- Seara Vermelha (1946)
- Os Subterrâneos da Liberdade (1954)
- Gabriela, Cravo e Canela (1958)
- A Morte e a Morte de Quincas Berro D'agua (1959)
- Os Velhos Marinheiros ou o Capitão de Longo Curso (1961)
- O compadre de Ogum (1964)
- Os Pastores da Noite (1964)
- Dona Flor e Seus Dois Maridos (1966)
- Tenda dos Milagres (1969)
- Teresa Batista Cansada da Guerra (1972)
- O Gato Malhado e a Andorinha Sinhá: uma história de amor (1976)
- Tieta do Agreste (1977)
- Farda Fardão Camisola de Dormir (1979)
- Tocaia Grande (1984)
- O Sumiço da Santa (1988)
- Navegação de Cabotagem. Apontamentos para um livro de memórias que jamais escreverei (1992)
- A Descoberta da América pelos Turcos (1994)
- O milagre dos pássaros (1997)
- Hora da Guerra (2008)

## Magyarul
- Szenvedélyek földje. Regény; ford. Orbók Attila; Káldor, Bp., 1947
- Arany gyümölcsök földje; ford. Hartai Emil; Szikra, Bp., 1949
- A reménység lovagja. Életrajzi regény Luis Carlos Prestesről; ford. Hartai Emil, versford. Gáspár Endre; Révai, Bp., 1950
- Végtelen földek; ford. Hartai Emil; Szikra, Bp., 1950
- Vörös vetés. Regény; ford. Benedek Marcell; Szépirodalmi, Bp., 1951
- Zsubiabá. Regény; ford. Benyhe János; Szépirodalmi, Bp., 1952
- Zsubiabá. Regény; ford. Benyhe János; 2., átdolg. kiad.; Új Magyar Kiadó, Bp., 1955
- Holt tenger. Regény; ford. Tavaszy Sándor, utószó S. Nyirő József; Kossuth, Bp., 1960
- Gabriela, szegfű és fahéj. Egy brazíliai város történetéből. Regény; ford. Szalay Sándor; Európa, Bp., 1961
- Vízordító három halála; ford. Boglár Lajos, utószó Benyhe János; Európa, Bp., 1961 (Modern könyvtár)
- A vén tengerész; ford. Szalay Sándor; Európa, Bp., 1963
- Az éjszaka pásztorai; ford. Benyhe János; Kossuth, Bp., 1967
- Flor asszony két férje; ford., utószó Benyhe János; Európa, Bp., 1970 (A világirodalom remekei)
- A kikötő rémei. Regény; ford. Tavaszy Sándor; Egyetemi Ny., Bp., 1971 (Kozmosz könyvek)
- Csodabazár. Regény; ford. Gulyás András, versford. Viola József; Európa, Bp., 1976 (Európa zsebkönyvek)
- Galád Kandúr és Fecske kisasszony. Egy szerelem története; ford. Imrei Andrea, versford. Benyhe János; L'Harmattan, Bp., 2006